# Crenoterapia
La crenoterapia (dal greco κρήνη, krène, «sorgente») è una tecnica che fa uso dei mezzi termali per trattare particolari disturbi sanitari.

## Etimologia
Il termine deriva dal greco, ed indica cure con acqua sorgiva termale.

## Tipologia
Si divide in interna ed esterna:

### Crenoterapia interna
- idropinoterapia (somministrazione di acqua minerale per bibita)
- irrigazioni
- inalazioni
- insufflazioni

### Crenoterapia esterna
- balneoterapia
- antroterapia
- peloidoterapia (fanghi)

## Utilizzi
La crenoterapia è detta "olistica" quando è indirizzata a tutte le parti dell'organismo.